# Copa del Generalísimo de hockey sobre patines 1954
La Copa del Generalísimo de hockey sobre patines de 1954 fue la undécima edición de la Copa del Generalísimo de este deporte. Por primera vez la sede única fue Valencia. Se disputó entre el 1 y el 3 de mayo de 1954 y el campeón fue el RCD Español. El Torneo de Consolación fue ganado por el Cerdanyola CH.

El equipo subcampeón, el Reus Deportiu, se retiró de la final antes de que se cumpliera el tiempo reglamentario en protesta por el arbitraje recibido.

## Equipos participantes
Los 8 equipos participantes fueron:
- Castilla: Femsa.
- Cataluña: Barcelona, Cerdanyola, Girona, RCD Español y Reus Deportiu.
- Valencia: Alcoy y Valencia.

## Cuartos de final
| Fecha     | Ganador       | Perdedor   | Resultado            |
| --------- | ------------- | ---------- | -------------------- |
| 1 de mayo | Reus Deportiu | Cerdanyola | 3-2 (prórroga) (2-2) |
| 1 de mayo | RCD Español   | Alcoy      | 7-1                  |
| 1 de mayo | Barcelona     | Valencia   | 7-1                  |
| 1 de mayo | Girona        | Femsa      | 2-1                  |

- El Barcelona se clasificó para semifinales por la incomparecencia del Delicias.

## Semifinales
| Fecha     | Ganador       | Perdedor  | Resultado |
| --------- | ------------- | --------- | --------- |
| 2 de mayo | RCD Español   | Girona    | 1-0       |
| 2 de mayo | Reus Deportiu | Barcelona | 5-1       |

- Partido por el tercer puesto (3 de mayo): Barcelona-Girona 7-2

## Final
| Fecha     | Campeón     | Subcampeón    | Resultado |
| --------- | ----------- | ------------- | --------- |
| 3 de mayo | RCD Español | Reus Deportiu | 2-1       |

Campeón: RCD Español (6º título)